# Kevin Hannon
Kevin Michael Hannon (sinh ngày 4 tháng 5 năm 1980) là một cựu cầu thủ bóng đá người Anh thi đấu ở Football League cho Wrexham.

## Sự nghiệp
Hannon sinh ra ở Whiston, Merseyside và bắt đầu sự nghiệp với đội bóng Wales Wrexham. Anh có màn ra mắt cho "Dragons" ở vị trí dự bị trong thất bại 3–2 trên sân nhà trước Stoke City ngày 25 tháng 9 năm 1999. Anh bị gãy chân nặng trong trận giao hữu với một đội bóng Iceland và sau nhiều nỗ lực phục hồi chức năng thất bại, anh buộc phải giải nghệ.